# Лещенко, Николай Михайлович
Николай Михайлович Ле́щенко (1908—1954) — советский кинорежиссёр и сценарист. Лауреат Сталинской премии второй степени (1946).

## Биография
Н. М. Лещенко родился в 1908 году. В 1925 году окончил промышленно-экономический техникум в Ялте, в 1932 году — режиссёрские курсы при «Ленфильме». В 1941—1947 годах режиссёр различных киностудий, в 1947—1949 годах генеральный директор киностудии «Военфильм» в Вене. С 1949 года начальник сценарного отдела, с 1951 года режиссёр киностудии «Леннаучфильм».
Н. М. Лещенко умер 6 ноября 1954 года. Похоронен в Санкт-Петербурге на Большеохтинском кладбище.

## Фильмография
- 1937 — Пётр Первый (2-я серия, соавтор сценария с А. Н. Толстым)
- 1939 — Золотой ключик (соавтор сценария с А. Н. Толстым)
- 1945 — Аршин Мал-Алан (сорежиссёр совместно с Р. А. Тахмасибом)

## Награды и премии
- Сталинская премия второй степени (1946) — за постановку фильма «Аршин мал алан» (1945)